# Charles F. Haanel

Charles F. Haanel

Charles Francis Haanel (n. 22 mai, 1866 - d. 27 noiembrie, 1949), a fost un însemnat autor american al curentului New Thought și om de afaceri. Este cunoscut pentru contribuțile sale la mișcarea New Thought în special prin cartea sa, The Master Key System (în românește a apărut tradusă sub două titluri diferite: Sistemul Maestrului, , apărută în iulie 2009 și Cheia Împlinirii Dorințelor Tale - The Master Key System Arhivat în 11 februarie 2010, la Wayback Machine., apărută în octombrie 2009). 

## Viața personală și cariera
Familia Haanel era de origini suedeze, dar locuise în Silezia, Prusia, înainte de a emigra în Canada și de aici în Statele Unite.
În St. Louis: History of the Fourth City, autorul Walter B. Stevens scrie că „Charles F. Haanel s-a născut în Ann Arbor, Michigan ca fiu al lui Hugo și al Emelinei (Fox) Haanel”. Era al patrulea din cei șase copii. Potrivit lui Stevens, „Familia s-a mutat în Saint Louis, Missouri când Charles era numai un copil. Prima lui slujbă a fost una de asistent pentru National Enameling & Stamping Company din St. Louis, firmă pentru care a lucrat, pe posturi diverse, timp de cincisprezece ani înainte de a-și începe cariera de scriitor și om de afaceri”.
În 1885 s-a căsătorit cu Esther M. Smith. Au avut un fiu și două fiice. În 1891 soția sa moare, iar el se recăsătorește în 1908 cu Margaret Nicholson din St. Louis, al cărei tată era W. A. Nicholson.
A fost membru al Partidului Republican, al francmasoneriei și al diverselor subdiviziuni ale acesteia. De-a lungul vieții, Haanel a obținut o serie de titluri academice onorifice, printre care “hon. Ph.D.” de la College National Electronic Institute, “Metaphysics, Psy. D.” de la College of Divine Metaphysics și “M.D.” de la Universal College of Dupleix,India.
A fost, printre altele, președintele firmei „Continental Commercial Company” și al “Mexico Gold & Silver Mining Company“.
Ca întemeietor al uneia dintre cele mai mari firme-conglomerat ale timpului său, Charles Haanel a făcut parte din “The American Scientific League”, “The Author’s League of America”, “The American Suggestive Therapeutical Association”, “The American Society of Psychical Research”, “The London College of Psychotherapy”, “The St. Louis Humane Society” precum și din “The St. Louis Chamber of Commerce”.
Haanel a decedat pe 27 noiembrie 1949, la vârsta de 83 de ani, fiind incinerat în Saint Louis, Missouri, USA.

## Cariera de scriitorNew Thought
Lucrarea The Master Key System a fost publicată în 1912, când Haanel avea 46 de ani. A fost concepută sub forma unui curs specific New Thought, de dezvoltare mentală, succes financiar și menținerea sănătății personale. Cartea a beneficiat de o intensă promovare în revista de specialitate New Thought, „The Nautilus”. Până în 1933 au fost vândute peste 200 000 de exemplare în întreaga lume.
În original, The Master Key System conținea 24 de secțiuni sau module de studiu, fiind conceput pe principiul unui curs prin corespondență care dura 24 de săptămâni; fiecare dintre cele 24 de module (devenite ulterior capitolele cărții din cartea publicată în 1917) este constituit dintr-o parte teoretică și dintr-o parte dedicată exercițiilor practice și de meditație corespunzătoare și se încheie cu o pagină de “întrebări de lucru cu răspunsuri” destinate verificării și aprofundării cunoștințelor acumulate în respectivul modul. Autorul expedia cursanților săi câte un modul pe săptămână, iar la fiecare modul propriu-zis atașa și câte un text introductiv, care avea rolul de prezentare pe scurt a respectivului modul.
Alte patru secțiuni (capitole) au fost adăugate ulterior și nu sunt prezente în primele versiuni ale lucrării. Printre „punctele-cheie” ale sistemului lui Haanel se află ceea ce el numește legea concentrării, legea atracției și gândirea armonioasă și acțiunea. Haanel practica principiile financiare pe care le predica și era deja un om de afaceri de succes, deținând câteva companii comerciale importante.
Pe lângă The Master Key System, Haanel a mai scris o serie de alte cărți, inclusiv Mental Chemistry (Chimie mentală), publicată în 1922 și The New Psychology (Noua psihologie), în 1924. 

## Influențe asupra altor autori
Ideile fundamentale cuprinse în scrierile lui Haanel precum puterea gândirii pozitive, legea atracției, principiul cauzei și efectului, diferența dintre conștiința sărăciei și a bunăstării personale, unitatea dintre spiritul uman și cel Universal sau identitatea noțiunilor de Spirit și Conștiință Universală – au devenit între timp clasice și se regăsesc în toate scrierile recente ale autorilor actuali din sfera gândirii pozitive. Toți acești autori reprezintă nume clasice în literatura denumită și “motivațională”, “self-help” sau “self-improvement”. 
În 1919, Napoleon Hill îi trimitea lui Haanel o scrisoare în care îi mulțumea pentru The Master Key System. Scria Hill, „Succesul meu actual și succesul care a încununat munca mea de președinte al Napoleon Hill Institute se datorează în mare măsură principiilor expuse în The Master-Key System”.
Haanel a fost citat în cartea-record de vânzări The Secret a Rhondei Byrne, publicată în 2007.
După aproape un secol de la publicarea primei ediții a operei “The Master Key System”, Charles F. Haanel a fost denumit “părintele dezvoltării personale”.

## Mituri
- S-a afirmat că intenția lui Haanel a fost aceea de a limita accesul la informațiile din cartea sa de căpătâi, aceasta fiind destinată unui grup restrâns de inițiați. În realitate, cartea a beneficiat de o intensă publicitate încă de la primele ediții.[11]
- Edițiile de după anii 1990, atât cele tipărite cât și cele în format electronic, sugerau în prefețe faptul că Bill Gates ar fi citit The Master Key System pe când era în colegiu, lectură care l-ar fi determinat să-și abandoneze studiile și să pună bazele Microsoft. Acest lucru nu a fost niciodată confirmat în vreun fel, dar zvonul a sporit, evident, interesul pentru cartea respectivă.[11]